# Triangolo pedale

LMN è il triangolo pedale di P rispetto ad ABC.

In geometria si definisce triangolo pedale di un punto rispetto ad un triangolo, il triangolo individuato dalla proiezione del punto sui lati del triangolo.
Le equazioni che legano le coordinate trilineari {\displaystyle p:q:r} del punto pedale con le coordinate dei vertici del triangolo pedale sono:
- {\displaystyle L=0:(q+p\cos C):(r+p\cos B);}
- {\displaystyle M=(p+q\cos C):0:(r+q\cos A);}
- {\displaystyle N=(p+r\cos B):(q+r\cos A):0.}

Il triangolo pedale dell'incentro corrisponde al triangolo di contatto dell'incerchio.
Il triangolo pedale del circocentro corrisponde al triangolo mediale.
Il triangolo pedale dell'ortocentro corrisponde al triangolo ortico.
Il triangolo pedale del punto di Bevan corrisponde al triangolo di contatto degli excerchi.
Per tutti i punti sulla circonferenza circoscritta il triangolo pedale degenera in un segmento che giace sulla retta di Simson; inoltre nei casi particolari dei tre vertici del triangolo, tale segmento coincide con l'altezza del triangolo.
Per tutti i punti interni di un triangolo che non sia ottusangolo il triangolo pedale è interno al triangolo di riferimento.

## Fonti
- (EN) Weisstein, Eric W., Pedal Triangle, in MathWorld, Wolfram. URL consultato il 16 luglio 2017.